# Křečhoř
Křečhoř je obec ležící v okrese Kolín 5 km západně od Kolína. Obec se dělí na tři části – Kamhajek, Křečhoř a Kutlíře. Žije zde 571 obyvatel a její katastrální území má rozlohu 967 ha.
Křečhoř je také název katastrálního území o rozloze 7,5 km².

## Historie
První písemná zmínka o obci pochází z roku 1295.
Dne 18. června 1757 se u Křečhoře odehrála z politicko-vojenského hlediska jedna z nejvýznamnějších bitev evropských dějin, zvaná bitva u Kolína. Po politické stránce to byl první a rozhodující úder expanzivním snahám Fridricha II. Velikého, který měl obležením Prahy na dosah vítězství v tzv. sedmileté válce (chtěl k Prusku připojit hospodářsky silné české země). Po vojenské stránce je bitva u Kolína jako jedna z klasických ukázek lineární taktiky zařazena mezi nejznámější akce evropských vojenských dějin.

### Exulanti
z obce Křečhoř pocházel Jan Mojžíš (1698–19.6.1779 Berlín). Emigroval s rodinou v roce 1732 do Herrnhutu, později se v Berlíně vypracoval na fabrikanta. Během 1. slezské války v roce 1742 byl jedním z pomocníků Jana Liberdy při organizování hromadné emigrace českých evangelíků do pruského Slezska. Později se jeho syn Jiří Daniel Mojžíš stal českým reformovaným kazatelem ve slezském Husinci. Podrobněji o exulantech - Žďárky aj.

### Územněsprávní začlenění
Dějiny územněsprávního začleňování zahrnují období od roku 1850 do současnosti. V chronologickém přehledu je uvedena územně administrativní příslušnost obce v roce, kdy ke změně došlo:
- 1850 země česká, kraj Pardubice, politický okres Kolín, soudní okres Kouřim[6]
- 1855 země česká, kraj Čáslav, soudní okres Kouřim
- 1868 země česká, politický okres Kolín, soudní okres Kouřim
- 1939 země česká, Oberlandrat Kolín, politický okres Kolín, soudní okres Kouřim[7]
- 1942 země česká, Oberlandrat Praha, politický okres Kolín, soudní okres Kouřim[8]
- 1945 země česká, správní okres Kolín, soudní okres Kouřim[9]
- 1949 Pražský kraj, okres Kolín[10]
- 1960 Středočeský kraj, okres Kolín
- 2003 Středočeský kraj, obec s rozšířenou působností Kolín

### Rok 1932
V obci Křečhoř (přísl. bříství, Kamhajek, 630 obyvatel, katolický kostel) byly v roce 1932 evidovány tyto živnosti a obchody: hospodářské strojní družstvo, 2 hostince, kolář, 2 kováři, 2 krejčí, obuvník, pekař, obchod s lahvovým pivem, povoznictví, 4 rolníci, 2 řezníci, obchod se smíšeným zbožím, spořitelní a záložní spolek pro Křečhoř a Kamhajek, trafika, truhlář.

## Pamětihodnosti
- Kostel svatého Václava a Božího Těla (původně jen svatého Václava) – původně gotický kostel z počátku 14. století (připomínán roku 1350 jako farní), jehož stavebník pocházel nejspíš z okruhu královského dvora (tehdy se v držení vsi vystřídali král Jan Lucemburský, Jindřich z Lipé a královna – vdova Eliška Rejčka). Tato původní stavba zanikla při radikální pozdně empírové přestavbě (zejména v západním průčelí) v letech 1846–1848, provedené nákladem V. Veitha, po jejímž skončení byl kostel nově zasvěcen. V roce 1863 byla zvýšena věž a při restaurování v letech 1913–1914 byly odkryty dochované původní gotické detaily, které dokládají neobyčejně vysokou úroveň původní gotické kostelní stavby. Ta se nepochybně vymykala z rámce soudobé sakrální architektury venkovského prostředí.
- Na západním okraji vesnice se nachází pozůstatky raně středověkého křečhořského hradiště.[12]
- Pomník bitvy u Kolína od Mořice Černila[13]
- Pískovcový křížek z roku 1863
- Naleziště z doby laténské – V kolínském muzeu jsou uloženy nálezy z hrobů ze 4.–3. století př. n. l., odkrytých na území Křečhoře; bližší údaje chybí. V roce 1936 byly při úpravě silnice do Kutlíř zjištěny sídlištní jámy z období velice mladého laténu asi ze 2. až 1. století př. n. l., zřejmě související s nálezy z Kutlíř.
- Pohřebiště z doby římské – V roce 1937 byly na poli za vsí objeveny předměty z rozrušených žárových hrobů doby římské, které lze datovat do 2. století. Podařilo se zachránit jen malou část milodarů: hliněnou popelnici, železnou trubkovitou sponu s širokým esovitě prohnutým lučíkem a zlomky bronzových plechů zřejmě z nádob.

## Doprava
Dopravní síť
- Pozemní komunikace – Do obce vede silnice III. třídy. Ve vzdálenosti 1 km vede silnice I/12 Praha - Kolín.
- Železnice – Železniční trať ani stanice na území obce nejsou. Nejbližší železniční stanicí je Velim ve vzdálenosti 5 km ležící na trati 011 z Prahy do Kolína.

Veřejná doprava 2011
- Autobusová doprava – V obci měly zastávky příměstské autobusové linky Kolín-Plaňany-Kouřim (v pracovních dnech 8 spojů, o víkendech 1 spoj) a Kolín-Velim-Poděbrady (v pracovních dnech 4 spoje) (dopravce Okresní autobusová doprava Kolín, s. r. o.).

## Osobnosti
- Gustav Frištenský (1879–1957), český zápasník
- Oldřich Liska (1881–1959), český architekt
- Jan Antonín Prokůpek (1832–1915), rakouský a český statkář, agrární aktivista a politik, starosta
- Josef Skalák (1874–1968), československý novinář a politik

## Fotogalerie

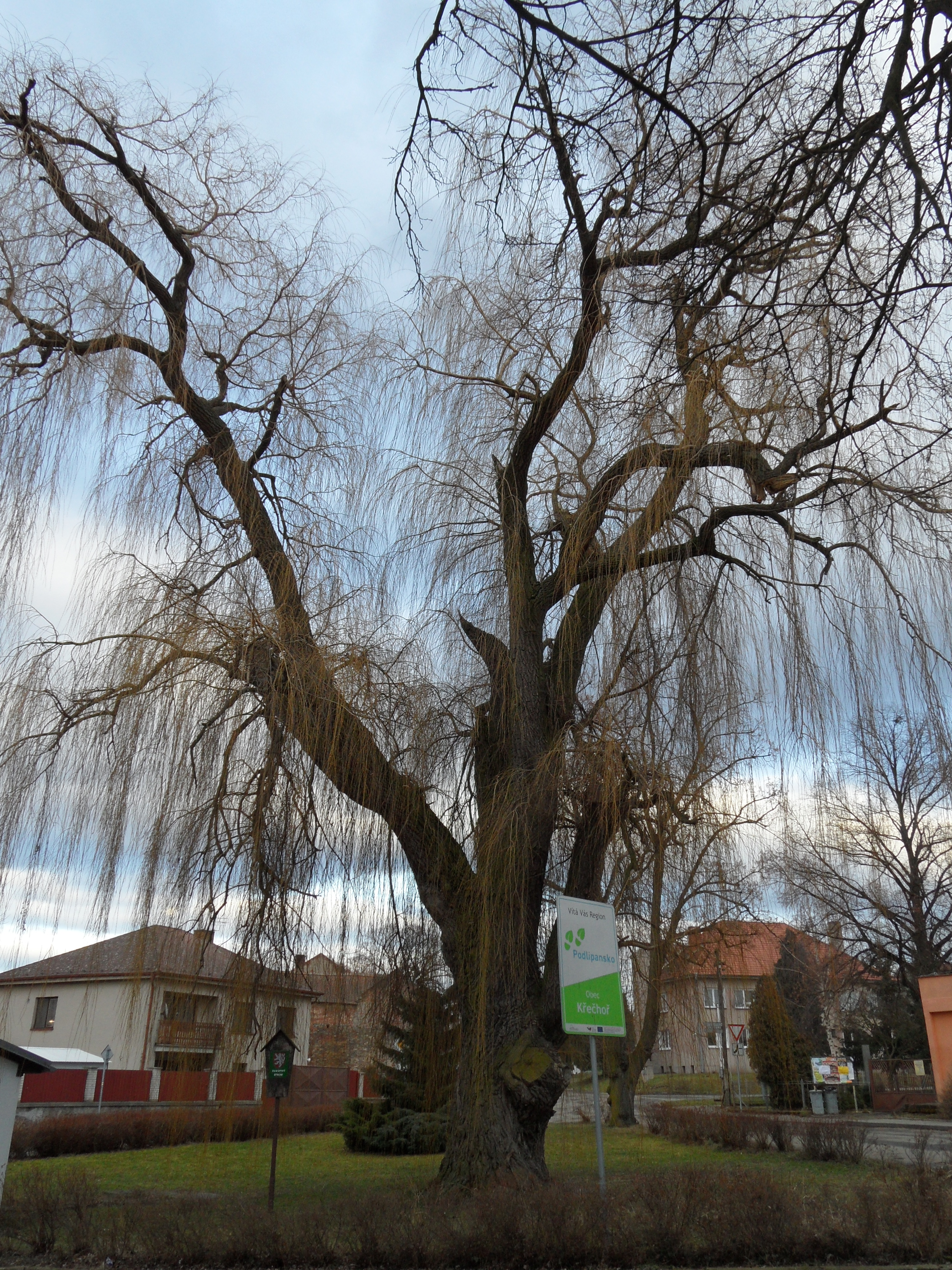
Památný strom: vrba bílá
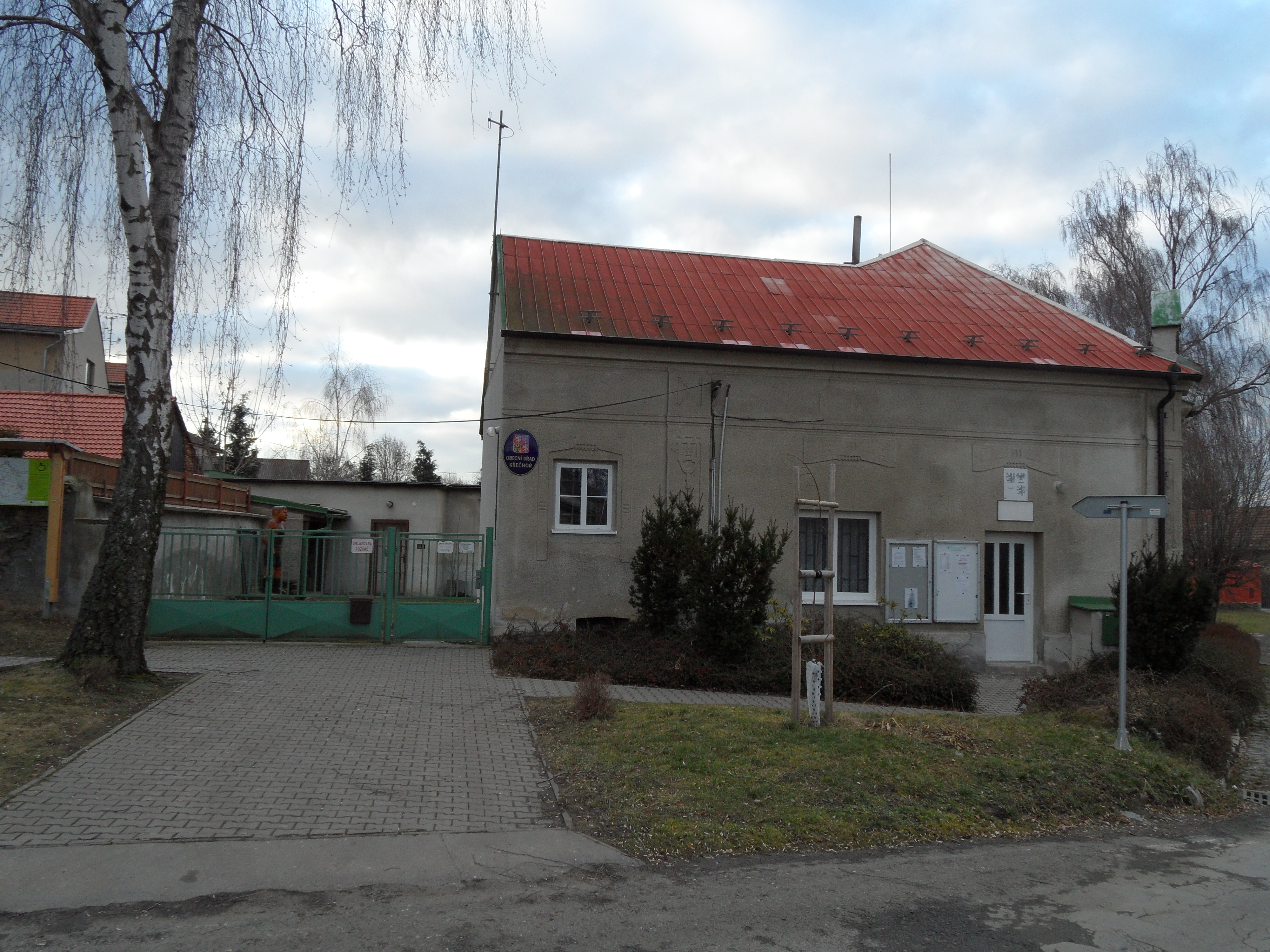
Obecní úřad
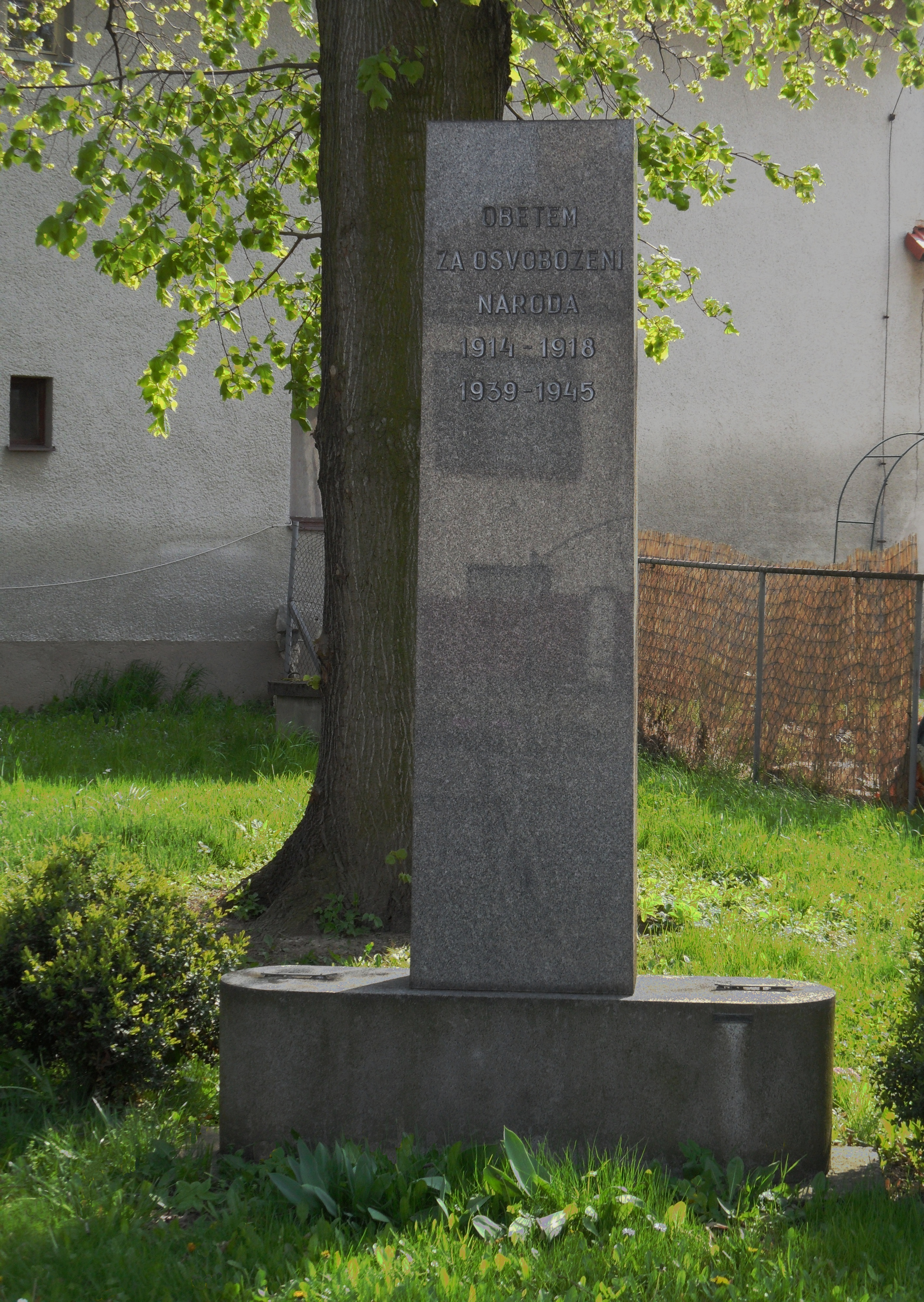
Památník obětem 1. a 2. světové války
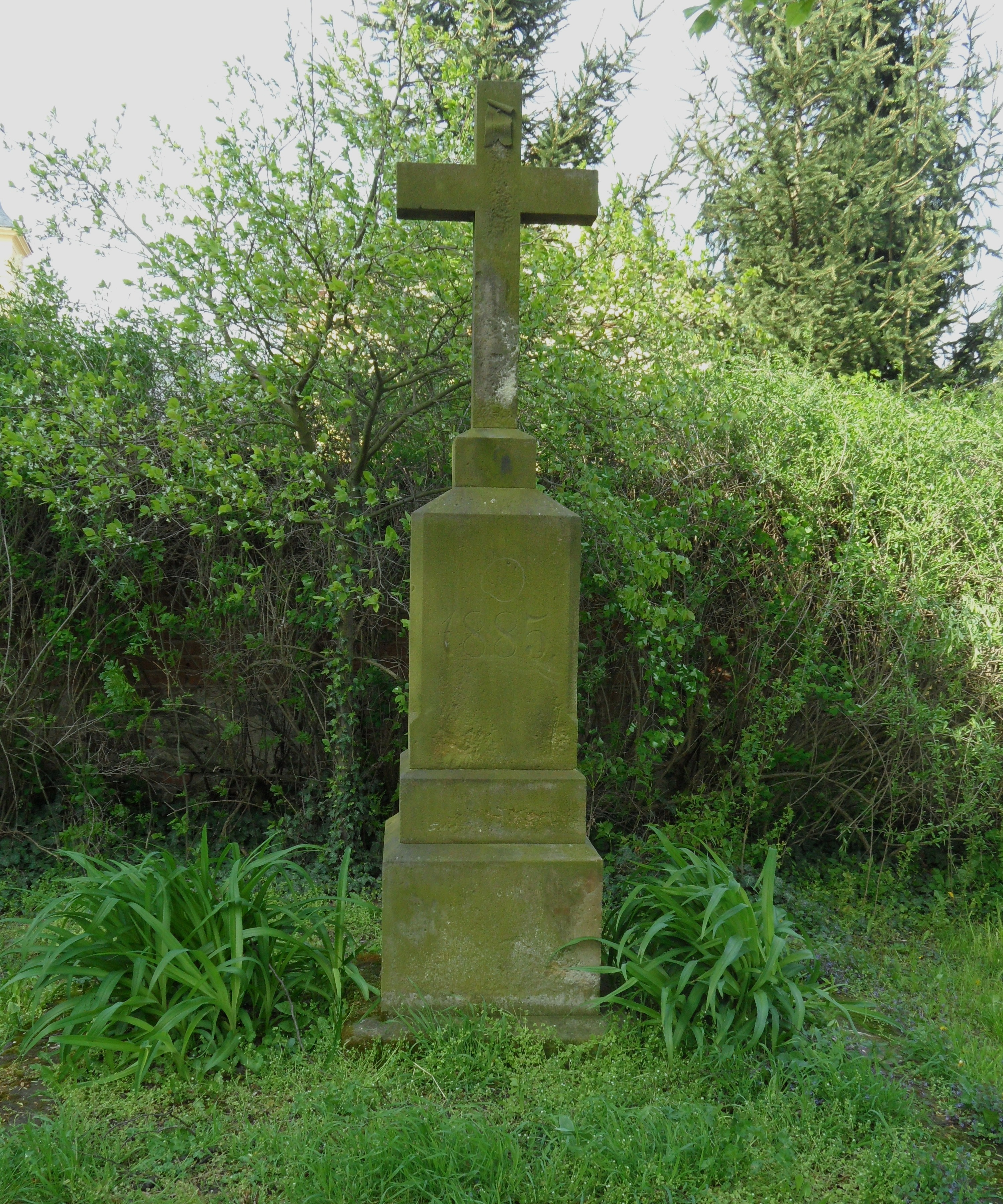
Křížek
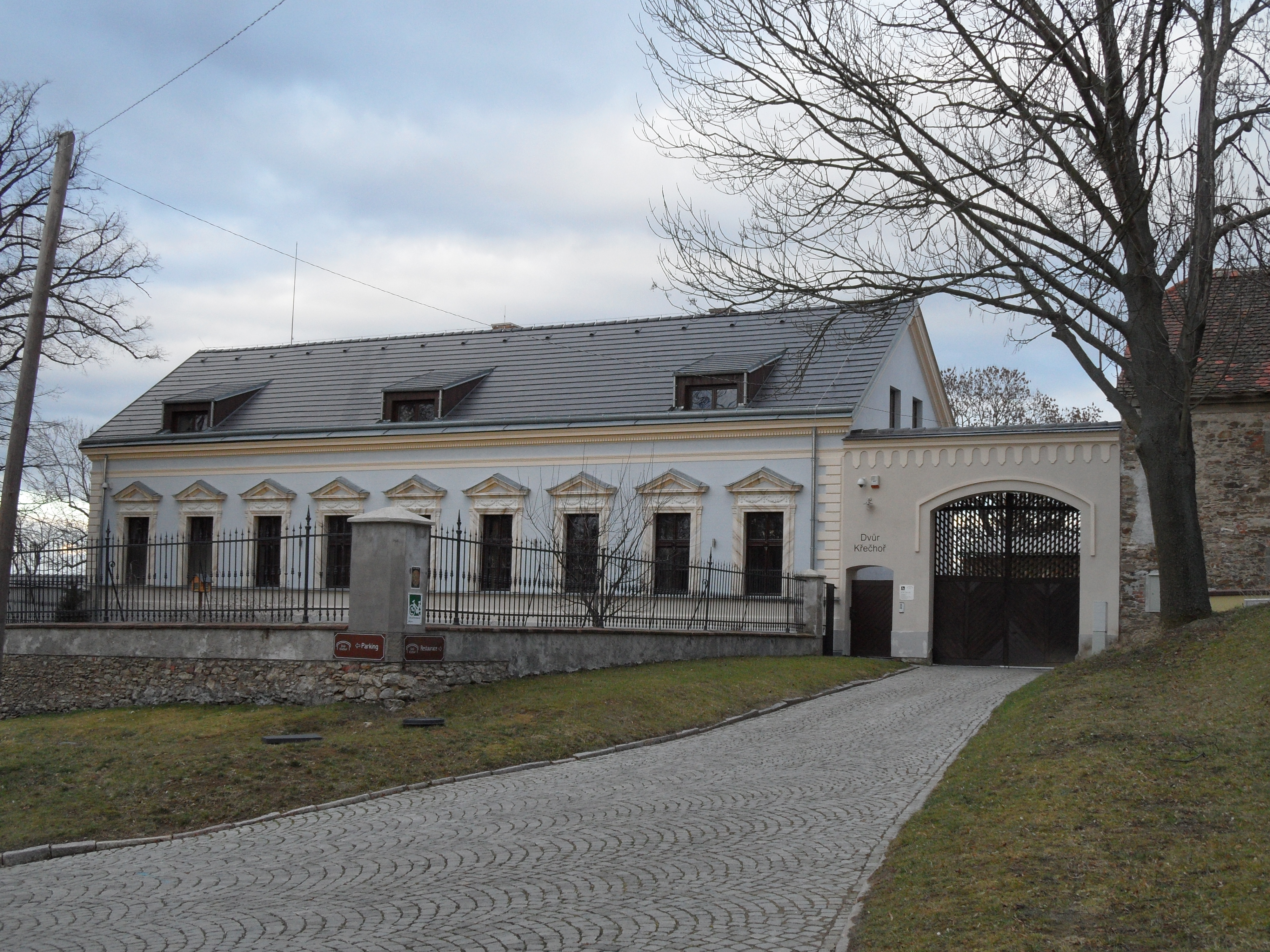
Dvůr Křečhor